# Borassodendron
Borassodendron là một chi thực vật có hoa thuộc họ Arecaceae.

## Các loài
Chi này có các loài sau:
- Borassodendron borneense J.Dransf.
- Borassodendron machadonis (Ridl.) Becc.